# Висше училище по техника и икономика
Висшият институт по техника и икономика в Берлин (на немски: Hochschule für Technik und Wirtschaft (HTW)) има около 10 000 студенти и над 500 служители.
Той е най-големият университет по приложни науки в Берлин и Източна Германия.
В института се обучават студенти в около 70 специалности – инженерни, по информационни науки, икономика, култура и дизайн.